# RESG Walsum
El RESG Walsum (oficialment: Roll-, Eis- und Sportgemeinschaft Walsum 1937 eV) és un club d'hoquei sobre patins del districte de Walsum a la ciutat alemanya de Duisburg. Va ser fundat l'any 1937 i també te una secció de patinatge artístic sobre rodes.
En el seu palmarès compta amb 16 lligues i 4 copes alemanyes. A més a més, l'any 1985, va ser finalista de la Recopa d'Europa d'hoquei sobre patins, on va caure a la final contra el Sporting CP.

## Palmarès
- Lliga alemanya: 1949, 1952, 1953, 1954, 1971, 1972, 1973, 1974, 1975, 1981, 1985, 1987, 1989, 1990, 1991 i 1999
- Copa alemanya: 1993, 1994, 1996 i 2003